# Горнбек (Луїзіана)
Горнбек (англ. Hornbeck) — місто (англ. town) в США, в окрузі Вернон штату Луїзіана. Населення — 430 осіб (2020).

## Географія
Горнбек розташований за координатами 31°19′34″ пн. ш. 93°23′45″ зх. д. / 31.32611° пн. ш. 93.39583° зх. д. (31.326045, -93.395808).  За даними Бюро перепису населення США в 2010 році місто мало площу 2,99 км², з яких 2,98 км² — суходіл та 0,01 км² — водойми.

## Демографія
Згідно з переписом 2010 року, у місті мешкало 480 осіб у 202 домогосподарствах у складі 134 родин. Густота населення становила 160 осіб/км².  Було 237 помешкань (79/км²).
Расовий склад населення:
| - 96,0 % — білих - 0,2 % — корінних американців - 0,2 % — чорних або афроамериканців |

До двох чи більше рас належало 2,9 %. Частка іспаномовних становила 3,1 % від усіх жителів.
За віковим діапазоном населення розподілялося таким чином: 26,9 % — особи молодші 18 років, 60,2 % — особи у віці 18—64 років, 12,9 % — особи у віці 65 років та старші. Медіана віку мешканця становила 40,2 року. На 100 осіб жіночої статі у місті припадало 82,5 чоловіків;  на 100 жінок у віці від 18 років та старших — 80,9 чоловіків також старших 18 років.
Середній дохід на одне домашнє господарство  становив 50 736 доларів США (медіана — 33 906), а середній дохід на одну сім'ю — 56 134 долари (медіана — 41 000). За межею бідності перебувало 17,9 % осіб, у тому числі 17,1 % дітей у віці до 18 років та 27,3 % осіб у віці 65 років та старших.
Цивільне працевлаштоване населення становило 207 осіб. Основні галузі зайнятості: роздрібна торгівля — 21,3 %, публічна адміністрація — 17,4 %, освіта, охорона здоров'я та соціальна допомога — 14,5 %.